# Шире (подводная лодка)

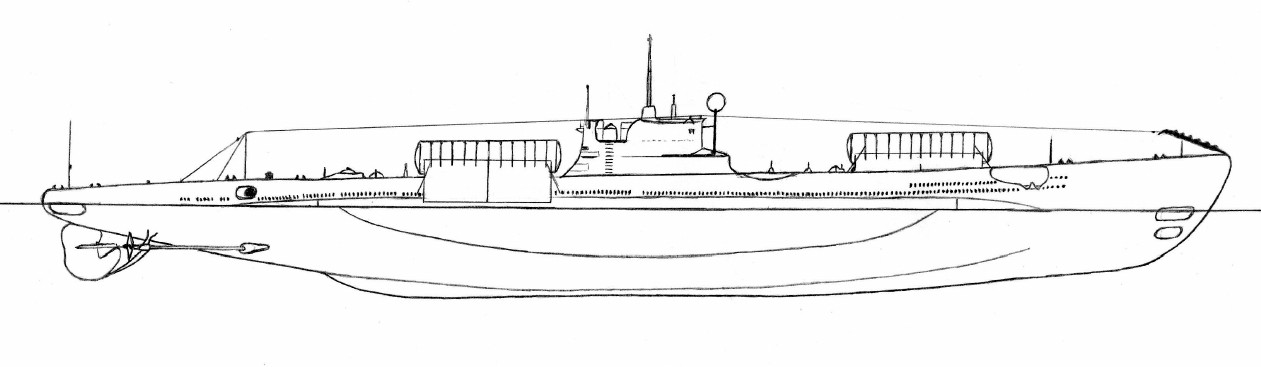
Схема подлодки с контейнерами для «Майале»

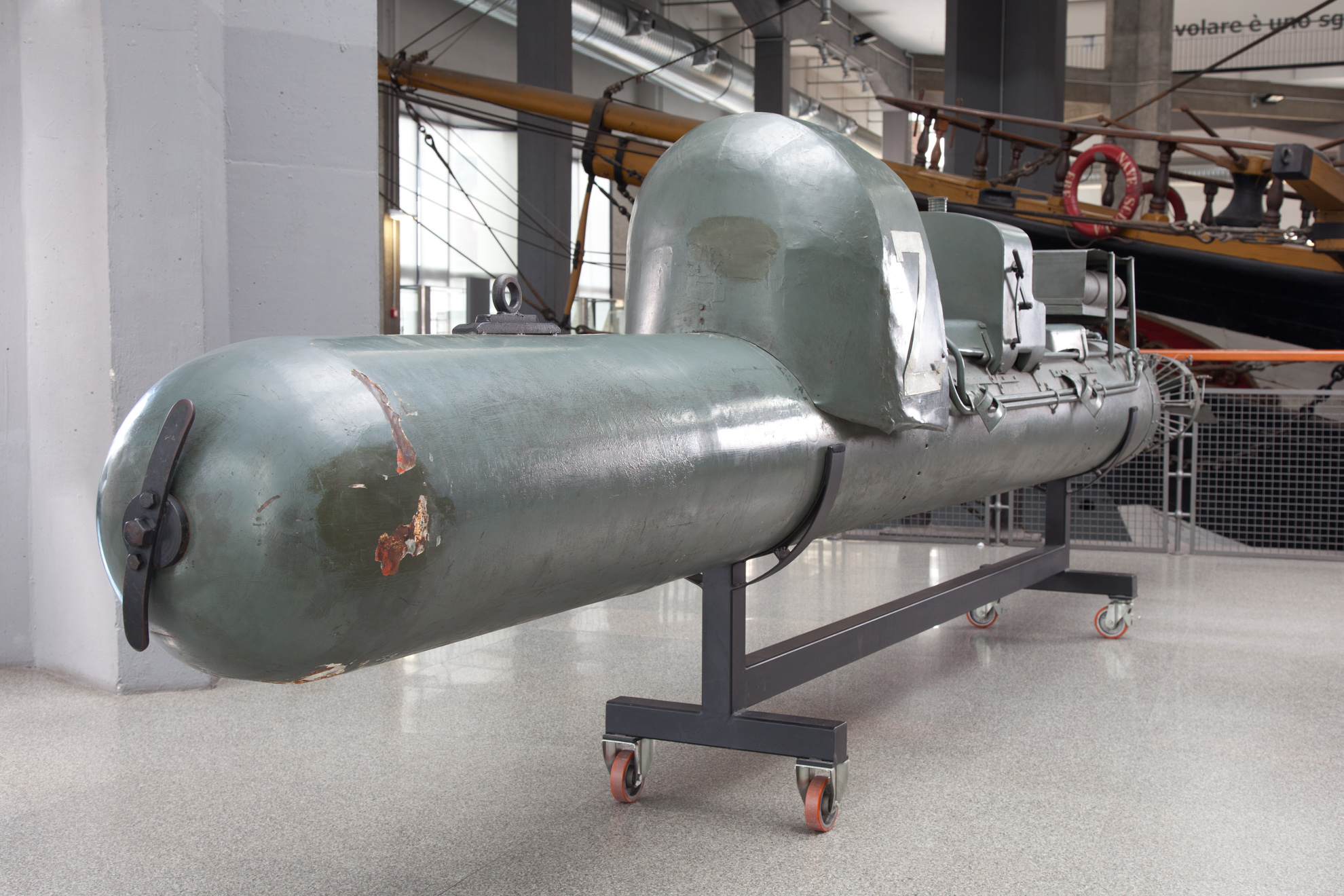
Человекоуправлемая торпеда «Майале», носителем которых была «Шире».

Подводная лодка «Шире» (итал. Scirè) — дизель-электрическая подводная лодка Королевских военно-морских сил Италии, тип «Адуа», класс «600 тонн». Субмарина вступила в строй 25 марта 1938 года, в 1940 году была переоборудована как носитель и доставщик оборудования для 10-й флотилии MAS, в частности человекоуправляемых торпед типа «Майале». Потоплена британцами 10 августа 1942 года неподалёку от порта Хайфы.

## История
Новая субмарина среднего размера тип «Адуа», была заложена на стапелях судоверфи компании OTO в январе 1937 года. Через год она была спущена на воду, а 25 марта 1938 года была передана в распоряжение военно-морских сил Королевства Италия. Подводная лодка была названа «Шире» в честь одной из провинций государства Эфиопия, оккупированного итальянцами в ходе Второй итало-эфиопской войны и присоединённого в виде колонии к Итальянской Восточной Африке. «Шире» представляла из себя типичную итальянскую субмарину нового класса «Адуа» (название серии подлодок, по первой субмарине, спущенной на воду в 1936 году), водоизмещением в 600 тонн, оснащённая двумя судовыми дизелями концерна «Fiat» мощностью 1200 л.с. и электрическими двигателями фирмы «Marelli» мощностью 800 л.с. Вооружение «Шире» составляло: одно палубное орудие типа cannone da 100/47 калибром 100 мм, 4 пулемёта калибра 13,2 мм для противовоздушной обороны и 4 носовых и 2 кормовых торпедных аппарата калибром 533 мм, с 12 торпедами.
Со вступлением Италии во Вторую мировую войну в июне 1940 года на стороне Германии, флот страны стал активно действовать на Средиземноморье. Однако уже первые морские сражения британцам итальянцы проиграли, поэтому от активных надводных боевых действий они перешли к скрытным подводным диверсионным операциям в портах противника. Для этого в 1941 году было создано специальное секретное военно-морское подразделение, получившее название 10-я флотилия штурмовых средств (MAS). В него входили подводные пловцы-водолазы и специальные технические средства: человекоуправляемые торпеды, взрывающиеся катера, специальные малые торпедные катера. Для доставки на место проведения диверсионных операций водолазов и их технических средств требовалось специальное судно, причём, принимая во внимание необходимую скрытность действий, была желательна субмарина. Для этих целей ещё в 1940 году были выбраны две дизель-электрические подводные лодки «Гондар» и «Шире», которые и были модернизированы. На их корпус были установлены специальные контейнеры (всего 3 штуки), в каждый из которых могли помещаться человекоуправляемые торпеды «Майале». Такие контейнеры могли выдерживать большое подводное давление. 
Подлодка скрытно приходила к месту будущей операции из неё выходили водолазы, которые, взяв с собой необходимое оснащение, на человекоуправляемых торпедах ночью уходили в выбранный порт противника. Там водолазы минировали стоявшие на якоре суда и, если им везло, либо возвращались обратно на лодку, либо, как: в случае с Гибралтаром: уходили на испанский берег. Через некоторое время после их ухода срабатывала взрывчатка. 30 сентября 1940 года лодка «Гондар» была обнаружена британской авиацией и тяжело повреждена британскими эсминцами, вследствие чего экипаж затопил её и сдался в плен. Таким образом, из двух специальных субмарин осталась только «Шире», командиром который стал капитан 2-го ранга Юнио Валерио Боргезе.

## Операции
Первой операцией специальной подлодки, предпринятой в октябре 1940 года, стала попытка уничтожить суда в Гибралтаре, важной стратегической базе военно-морских сил Великобритании на Средиземном море. Однако экипажи двух человекоуправляемых торпед, спущенных с подлодки, потерпели неудачу из-за неисправности оборудования и были вынуждены выйти на испанский берег, ещё один диверсант попал в плен. В сентябре 1941 года «Шире» вновь вошла в Гибралтарский залив и 20 сентября её пловцами-водолазами были атакованы британские суда «Fiona Shell», «Denbydale» и «Durham». Первое судно было потоплено, остальные повреждены. Однако в дальнейшем, вследствие особой стратегической значимости этого района, (Гибралтар соединяет Атлантику и Средиземное море и через него велась основная переброска и снабжение британских войск в Северной Африке), итальянцы решили создать в районе Гибралтара постоянную диверсионную базу, выбрав для этого испанский берег. Вначале база располагалась на вилле Кармела, а с осени 1942 года на севшим на мель и брошенном грузовом пароходе «Ольтерра». 
Одним из значимых портов в Северной Африке являлась египетская Александрия, которую контролировали британцы, через которую шло снабжение британских войск в данном регионе. Поэтому в октябре 1941 года итальянцами было принято решение направить в порт группу водолазов-диверсантов с целью подрыва кораблей, стоящих в Александрии. Для этого была использована переоборудованная подлодка «Шире», которая 19 декабря, достигнув акватории Александрии, выпустила три человекоуправляемые торпеды с двумя водолазами на каждой. Воспользовавшись моментом, когда британцы открыли боно-сетевые ограждения для прохода своих эсминцев, итальянские диверсанты проникли в порт, хотя и не без трудностей. Так у одной торпеды отказал двигатель, поэтому дальше снаряжение нужно было тянуть в ручную. Итальянцы установили магнитные мины под корпус линкора «Valiant». Однако после того, как итальянцы всплыли, их тут же обнаружили и взяли в плен британские моряки. До этого итальянские водолазы успели заминировать ещё два корабля: линкор «Queen Elizabeth» и танкер «Сагона». В результате последовавших взрывов «Valiant» был выведен из строя на полгода, «Queen Elizabeth» на 9 месяцев, танкер разломился пополам. 
Несмотря на то, что в плен попало несколько итальянских диверсантов-подводников, операция прошла успешно и стала неожиданным ударом для британских военно-морских сил. Не имея никакой базы по-близости от Александрии, итальянцы решились использовать своего рода подводную плавучую базу в виде подлодки «Шире». Никто из британского командования не думал, что удар следует ждать со строны моря, причем удар скрытный.

## Последний поход
К лету 1942 года итало-германские войска начали наступление к Эль-Аламейну, в результате чего британцам пришлось спешно перебазировать значительную часть своих кораблей из Александрии в Красное море и в порт Хайфа (Британская Палестина). Для атаки британских судов итальянским командованием была выбрана Хайфа, как второстепенный порт, поэтому предполагалось, что диверсанты не встретят серьёзного сопротивления. К этому времени командиром «Шире» был назначен Бруно Зелик. Выйдя из Специи, «Шире» достигла 2 августа Лерос, из которого 6 числа вышла в направлении Хайфы. Планировалось, что к вечеру 10 августа лодка подойдёт к порту и с неё водолазы проведут операцию. Однако на связь в назначенный момент, «Шире» больше не выходила и пропала без вести. Лишь через некоторое время из донесений Британского адмиралтейства стало известно, что 10 августа в районе Хайфы миноносцем «Айслей» была обнаружена и потоплена глубинными бомбами итальянская подлодка. 50 моряков и 10 водолазов навсегда остались на морском дне. 
В ходе поисков в 1984 году были обнаружены обломки «Шире» и останки экипажа. Часть из обломков была поднята и ныне хранится в музеях Италии. Всего субмарина  провела 14 военных миссий, пройдя 14 375 миль на поверхности и 1590 погружений.
В 2004 году в честь подлодки «Шире» была названа новая итальянская субмарина, построенная по немецкому проекту.